# Pachyrhamma chopardi
Pachyrhamma chopardi är en insektsart som beskrevs av Heinrich Hugo Karny 1935. Pachyrhamma chopardi ingår i släktet Pachyrhamma och familjen grottvårtbitare. Inga underarter finns listade i Catalogue of Life.